# Hans Altwegg
Hans Altwegg (* 15. Mai 1882; † 3. Juni 1942 in Zürich; heimatberechtigt in Frauenfeld) war ein Schweizer Chemiker.

## Leben
Nach dem Schulbesuch ging Hans Altwegg an die Eidgenössische Technische Hochschule Zürich, um Chemie zu studieren. An der Universität Neuenburg wurde er promoviert. Im Anschluss war er 1908/09 als Chemiker für die Società Prodotti Chimici Colla e Concimi in Rom tätig. Nach zwei Jahren privater Studien wurde Hans Altwegg im Jahre 1911 Chemiker bei der Société chimique des usines du Rhône. Dort war er bis 1928 tätig, bevor er nach Freiburg im Breisgau ging, wo er Direktor und Vorstandsmitglied der 1927 gegründeten Deutschen Acetat-Kunstseiden Aktiengesellschaft „Rhodiaseta“ wurde, die ab 1949 für ihre Perlon-Produktion bekannt wurde und später im heutigen französischen Pharmakonzern Sanofi aufgegangen ist. Er war maßgeblich am Aufbau der Acetat-Kunstseiden-Produktion und am Aufbau des Werkes beteiligt. Ab 1933 war Hans Altwegg kein Vorstandsmitglied mehr und ging nach Zürich zurück. Er starb an den Folgen einer Operation.